# Antoni Mus i López
Antoni Mus i López (Felanitx, 1925 - Manacor, 1982) fou un escriptor mallorquí.
Casat i pare de tres fills, treballava a la fàbrica de perles Majòrica de Manacor.
Es va iniciar en el camp del teatre, en concret, del mal anomenat teatre regional, més com a empresari i director que no com a autor. Anys després es passaria al camp de la narrativa, que li va servir per recollir alguns èxits i algunes decepcions (ser titllat de regionalista o de populista). Pel que fa als èxits, va guanyar dos premis literaris de renom: un, el Víctor Català, per Vida i miracles de n'Aineta dels matalassos, que esdevindria una peça teatral molts anys després; l'altre, el Sant Jordi, per La senyora, una crònica de la degeneració a partir de la qual se'n faria una pel·lícula d'èxit (dirigida per Jordi Cadena i protagonitzada per Sílvia Tortosa).

## Obres

### Teatre
- Jo me vull casar
- Mal bocí
- Vaja un cop
- Un dia a qualsevol hora
- Mon pare és un bon partit
- "Por"

### Narrativa
- 1967 La lloriguera
- 1975 Diàfora
- 1976 Les denúncies
- 1977 Vida i miracles de n'Aineta dels matalassos
- 1978 Bubotes
- 1979 La Senyora
- 1981 Ganes de Viure

## Premis literaris
- 1967 Premi Ciutat de Manacor per "La lloriguera"
- 1976 Víctor Català per Vida i miracles de n'Aineta dels matalassos
- 1979 Sant Jordi per La Senyora